# هامبورگ (شهرستان ماراتون، ویسکانسین)
هامبورگ (به انگلیسی: Hamburg) یک منطقهٔ مسکونی در ایالات متحده آمریکا است که در شهرستان ماراتون، ویسکانسین واقع شده‌است. هامبورگ ۹۱٫۶ کیلومتر مربع مساحت و ۹۱۸ نفر جمعیت دارد و ۴۲۳ متر بالاتر از سطح دریا واقع شده‌است.